# Ciminna

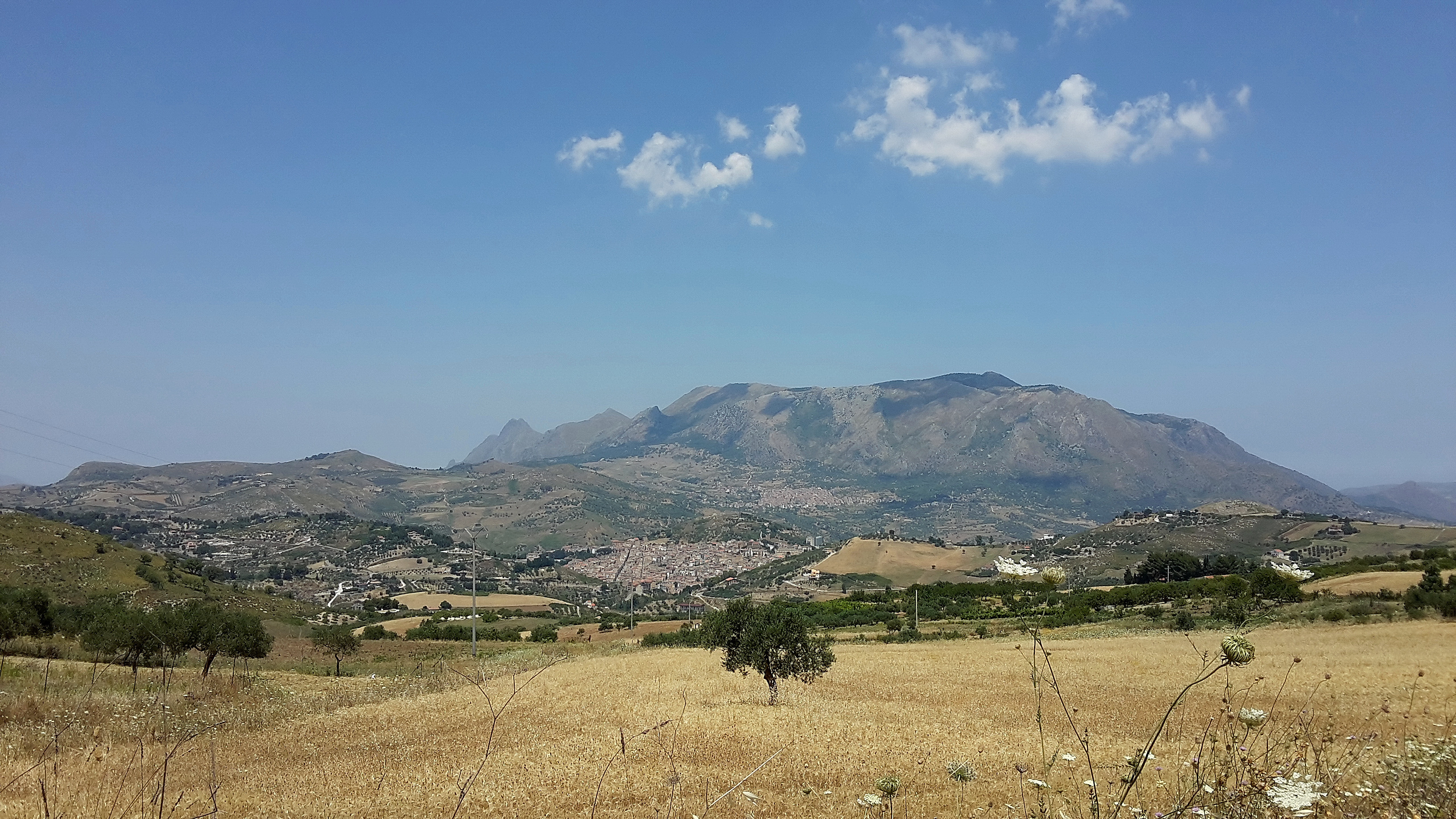
Ciminna

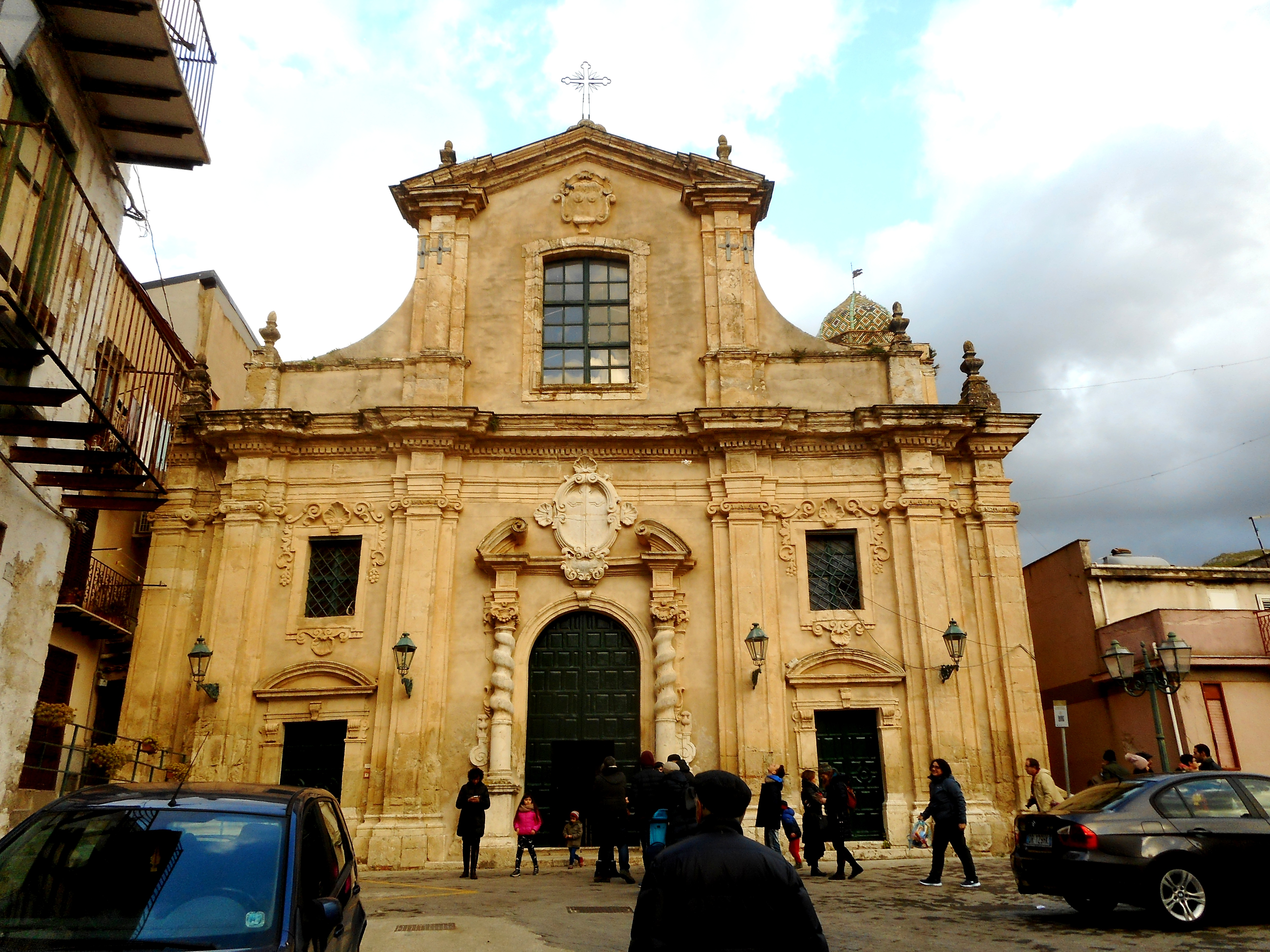
Kirche San Giovanni Battista

Ciminna ist eine Stadt der Metropolitanstadt Palermo in der Region Sizilien in Italien mit 3354 Einwohnern (Stand 31. Dezember 2023).

## Lage und Daten
Ciminna liegt 45 km südöstlich von Palermo. Die Einwohner arbeiten hauptsächlich in der Landwirtschaft und im Handwerk.
Die Nachbargemeinden sind Baucina, Caccamo, Campofelice di Fitalia, Mezzojuso, Ventimiglia di Sicilia, Vicari und Villafrati.

## Geschichte
Auf dem Gebiet des Ortes sind Reste von römischen und punischen Siedlungen gefunden worden. Die Normannen bauten hier ein Kastell. Der Ort Ciminna entwickelte sich um das Kastell herum.

## Sehenswürdigkeiten
- Kirche San Domenico mit einer Madonna aus dem Jahr 1521
- Kirche San Pietro del Purgatorio
- Kirche San Francesco
- Pfarrkirche erbaut im Mittelalter, im 16. Jahrhundert stark verändert
- Kirche San Giovanni Battista
- Kirche San Vito

## Kunst und Kultur
Episoden von Luchino Viscontis Film Der Leopard wurden 1962 in Ciminna gedreht.

## Sport
Die Fußballmannschaft A.C.D Ciminna wurde 1977 gegründet. Sie nimmt an der sizilianischen Meisterschaft teil.

## Söhne und Töchter
- Vincenzo Amato (1629–1670), Kapellmeister und Komponist des Barock
- Paolo Amato (1634–1714), Architekt des Barocks auf Sizilien
- Pasquale Sarullo (1828–1893), Franziskanerpater und Maler
- Vito Leto (1838–1901), Priester und Erfinder
- Piero Esteriore (* 1977), Schweizer Sänger und Musicstar-Teilnehmer